# Heavenly Puss
Heavenly Puss is de 42e animatiefilm uit de Tom en Jerry-reeks van William Hanna en Joseph Barbera. De film werd in 1948 gemaakt en ging op 9 juli 1949 in première.

## Verhaal
Tom ligt bij het haardvuur te slapen; hij ziet nog net hoe Jerry langs hem sluipt en op de tafel klimt op zoek naar eten. Als Tom hem met een mes aanvalt zet Jerry het op een rennen; hij gaat de trap op, maar Tom trekt aan het tapijt en neemt daardoor ook de piano mee die regelrecht op hem valt met dodelijke afloop. Vervolgens bevindt de geest van Toms zich op de roltrap naar het perron van de Heavenly Express, een trein die dode katten naar de hemel brengt. Zoals daar zijn Butch die het gevecht met een buldog heeft verloren, Frankie die door een ijzeren staaf werd getroffen toen hij op het hek van de achtertuin stond te zingen, Aloysius die geplet werd door een stoomwals en de kittens Muff, Fluff en Puff die door een dierenbeul de rivier in werden gegooid. Allemaal mogen ze door, alleen Tom wordt geweigerd omdat hij zijn hele leven lang "een onschuldig muisje (Jerry)" heeft lopen plagen. De poortwachter is echter de kwaadste niet, en daar de trein pas over een uur vertrekt geeft hij Tom zolang de tijd om Jerry een vergevingsbewijs te laten tekenen. Lukt dat niet dan staat de duivel (Spike de buldog) hem op te wachten in de hel.
Tom denkt eerst dat hij heeft zitten dromen, totdat hij het vergevingsbewijs in zijn hand ziet en de poortwachter hem waarschuwt om zich te haasten. Tom klopt aan bij Jerry met een taart en smeekt hem te tekenen; Jerry schrokt de taart op en sproeit vervolgens penneninkt in Toms gezicht. Vervolgens probeert Tom Jerry's handtekening te vervalsen, maar de poortwachter raadt dat ten strengste af ("Thomas! Ah-ah-ah-ah-ah!"). Ook een tweede toenaderingspoging - ditmaal met een stuk kaas - mislukt omdat Jerry het vergevingsbewijs verscheurt; Tom staat op het punt om Jerry een pak slaag te geven, maar bindt zich in als hij beseft dat dat de duivel in de hand werkt. Als Tom uitlegt wat er gebeurt als het (herstelde) bewijs niet wordt getekend werkt Jerry eindelijk mee. Het is echter te laat; de trein vertrekt en de roltrap verdwijnt waardoor Tom in de hel belandt waar hij door de duivel wordt gemarteld. 
Dan ontwaakt Tom uit de nachtmerrie doordat er hete kolen op zijn staart branden; opgelucht als hij is knuffelt en kust hij Jerry, tot diens grote verbazing.

## Stemmen
| Acteur          | Personage                        | Nota      |
| --------------- | -------------------------------- | --------- |
| William Hanna   | Tom                              | onvermeld |
| William Hanna   | Jerry                            | onvermeld |
| Billy Bletcher  | Duivelshond                      |           |
| Daws Butler     | Treinconducteur Heavenly Express | onvermeld |
| Luis Van Rooten | Heavenly Express-receptionist    | onvermeld |